# Urobuchi Gen
Urobuchi Gen (虚淵 玄 sinh vào ngày 20 tháng 12 năm 1972) là một tiểu thuyết gia người Nhật, nhà văn visual novel và nhà biên kịch anime. Ông được biết đến là người đồng sáng tác của bộ anime Madoka Magica rất được hoan nghênh và thành công về mặt thương mại, đã mang lại cho ông giải thưởng Tokyo Anime dành cho biên kịch hay nhất, đồng thời là tác giả của visual novel năm 2003 Saya no Uta, bộ phim hoạt hình tâm lý năm 2012 Psycho-Pass, light novel và anime Fate/Zero, và tokusatsu show năm 2013-2014 Kamen Rider Gaim. Ông hiện đang làm việc tại Nitroplus và Nitro+chiral. Các tác phẩm của Urobuchi thường gồm các chủ đề đen tối và nặng thuyết hư vô, nhiều plot twist bi thảm và yếu tố máu me. Anime được biên kịch bởi Urobuchi đã giành được giải thưởng Newtype Anime là Ma pháp thiếu nữ Madoka Magica năm 2011, Fate/Zero năm 2012 và Psycho-Pass: The Movie năm 2015.

## Quá khứ
Urobuchi sinh tại Tokyo. Họ thật của ông là Wada (không rõ tên riêng). Bố ông là Wada Shū, một diễn viên, seiyu kiêm nhà viết kịch. Mẹ ông là Sebata Natsuko, cũng là một seiyu. Urobuchi Gen tốt nghiệp Đại học Wako. Ông khao khát trở thành một tiểu thuyết gia và sau khi xem Shizuku và Kizuato của Leaf, ông cảm thấy được truyền cảm hứng với những gì tác phẩm biểu hiện. Sau đó, ông bắt đầu làm việc tại Nitroplus và bắt tay vào sản xuất Phantom of Inferno như là tác phẩm đầu tay của mình.

## Phong cách hành văn
Khi chọn tên cho các nhân vật mà ông phát triển, Urobuchi đã tuyên bố rằng ông tránh chọn những cái tên chung chung khớp với tính cách của họ mà thay vào đó sẽ chọn những tên khác thường hơn mà ông tin rằng sẽ tránh bị trùng hợp khi người hâm mộ thử tìm thông tin về các nhân vật bằng công cụ tìm kiếm. Trong một cuộc thảo luận với Urobuchi, tác giả truyện tranh Koike Kazuo đã đối chiếu quyết định này với phong cách đặt tên trong các tác phẩm của mình, trong đó rõ ràng có nhiều tên thẳng thừng sẽ dễ nhớ hơn. Tuy nhiên, ông thấy rằng phương pháp của Urobuchi có thể hiệu quả khi cho phép người xem "đắm chìm sâu hơn vào câu chuyện và chịu khó phân tích để hiểu hơn về nhân vật."  Urobuchi cũng cho biết ông cố gắng giữ ít nhất một đặc điểm chung giữa mỗi nhân vật và bản thân mình để ông có thể đồng cảm với họ ở một mức độ nào đó.

## Tác phẩm

### Visual novel
| Năm  | Tiêu đề                                                                                                | Nhà phát triển | Nền tảng                            | Ghi chú                                                                               |
| ---- | --- | -------------- | ----------------------------------- | ------------------------------------------------------------------------------------- |
| 2000 | Phantom of Inferno                                                                                     | Nitroplus      | Windows, Mac, DVD-PG, PS2, Xbox 360 | Đồng thời là đạo diễn. Là người viết kịch bản và giám sát âm thanh trong các bản sau. |
| 2001 | Vampirdzhija Vjedogonia (吸血殲鬼ヴェドゴニア)                                                         | Nitroplus      | Windows                             | Đồng thời là đạo diễn và hoạch định.                                                  |
| 2002 | Kikokugai: The Cyber Slayer (鬼哭街)                                                                   | Nitroplus      | Windows, Mac                        | Đồng thời là đạo diễn và hoạch định.                                                  |
| 2002 | "Hello, world."                                                                                        | Nitroplus      | Windows                             | Xử lý các khái niệm cơ bản, lập kế hoạch và sửa lỗi. Không viết kịch bản.             |
| 2003 | Deus Machina Demonbane (斬魔大聖デモンベイン) ン                                                       | Nitroplus      | Windows, PS2                        | Chỉ đạo phiên bản gốc, giám sát. Không viết kịch bản.                                 |
| 2003 | Jōka no Monshō (浄火の紋章 Jōka no Monshō, Biểu tượng lửa thiêng)                                      | Dōjin soft     | Windows                             | Lấy bối cảnh phim Equilibrium, được tạo ra bởi Kurt Wimmer.                           |
| 2003 | Saya no Uta (沙耶の唄)                                                                                 | Nitroplus      | Windows, Android                    | Đồng thời là đạo diễn, giám sát viên.                                                 |
| 2005 | Togainu no Chi (咎狗の血)                                                                              | Nitro+chiral   | Windows, PS2, PSP, Android, iOS     | Xử lý chỉ đạo và giám sát. Không viết kịch bản.                                       |
| 2005 | Jingai Makyō (塵骸魔京)                                                                                | Nitroplus      | Windows                             | Đóng vai trò là "giám sát". Không viết kịch bản.                                      |
| 2006 | Kishin Hishou Demonbane (斬魔大聖デモンベイン Kishin Hishou Demonbane)                                 | Nitroplus      | Windows                             | Chỉ viết lời của chủ đề mở đầu thứ hai. Không viết kịch bản.                          |
| 2006 | Lamento -BEYOND THE VOID-                                                                              | Nitro+chiral   | Windows                             | Đóng vai trò "hỗ trợ sáng tác trò chơi". Không viết kịch bản.                         |
| 2007 | Tre Donne Crudeli (続・殺戮のジャンゴ ─地獄の賞金首─ Zoku Satsuriku no Django -Jigoku no Shoukinkubi-) | Nitroplus      | Windows                             | Cũng đóng vai trò hoạch định.                                                         |
| 2008 | sweet pool                                                                                             | Nitro+chiral   | Windows, PS Vita                    | Đóng vai trò là cố vấn. Không viết kịch bản.                                          |
| 2015 | Psycho-Pass: Mandatory Happiness (サイコパス 選択なき幸福)                                             | 5pb.           | Xbox One, PS4, PS Vita, Windows     | Xử lý lập kế hoạch và giám sát dự án. Không viết kịch bản.                            |

### Manga
- Vampirdzhija Vjedogonia (với Sakata Tetsuya). Nối tiếp bởi Comic Dragon, 2 tập được xuất bản bởi Dragon Comics (Kadokawa Shoten). Tháng 8 năm 2001, tháng 2/2002. ISBN 4049261774 ISBN 4049261936
- Ancient Misty (với Nakamura Tetsuya). Được đăng nối tiếp trong Dengeki Comic Gao!, 1 tập được xuất bản bởi Dengeki Comics (MediaWorks). Ngày 27 tháng 8 năm 2007. ISBN 978-4840240178 ISBN 976-4840240178

### Light novel
| Tiêu đề                                              | Họa sĩ minh họa                                  | Nhà xuất bản                                                                          | Số tập | Mã số | Ngày phát hành |
| ---------------------------------------------------- | ------------------------------------------------ | ------------------------------------------------------------------------------------- | --- | --- | --- |
| Kikokugai: The Cyber Slayer (鬼哭街)                 | Higashiguchi Chūō                                | Kadokawa Sneaker Bunko (phiên bản 1) Sai Zen Sen Fictions (Star Seas) (tái bản lần 2) | 2 "Violet Lightning Palm" (紫電掌) "Demon-Eyed Beauty" (鬼眼麗人) tập đơn (tái bản lần 2) | ISBN 4-04-427809-1 (quyển 1) ISBN 4-04-427810-5 (tập 2) ISBN 978-4-06-138955-7 (tái bản lần 2)                                                              | 25 tháng 12 năm 2004 (tập 1) Tháng 2 năm 2005 (tập 2) Ngày 11 tháng 12 năm 2013 (tái bản lần 2) |
| Hakubō no Dendōshi (白貌の伝道師 Hakubō no Dendōshi) | kamiwata (ấn bản 1) Yasuda Akira (tái bản lần 2) | Sách Nitroplus (ấn bản 1) Sai Zen Sen Fictions (Star Seas) (tái bản lần 2)            | tập đơn | ISBN 4-902138-02-6 (phiên bản 1) ISBN 4-061388-24-X (tái bản lần 2)                                                                                         | 29 tháng 12 năm 2004 (ấn bản 1) Ngày 15 tháng 3 năm 2012 (tái bản lần 2) |
| Fate/Zero                                            | Takeuchi Takashi                                 | SáchType-Moon (ấn bản 1) Sai Zen Sen Fictions (Star Seas) (tái bản lần 2)             | 4 (ấn bản 1) "The Untold Story of the Fourth Holy Grail War" (第四次聖杯戦争秘話) "The Mad Feast of Kings" (王たちの狂宴) "The Scattered Ones" (散りゆく者たち) "Flames of Purgatory" (煉獄の炎) 6 (tái bản lần 2) tập 2 - "The Gathering of Spirits" (英霊参集) tập 5 - "The Quickening of Darkness" (闇の胎動) | ISBN 978-4-06-138903-8 ISBN 978-4-06-138904-5 ISBN 978-4-06-138906-9 ISBN 978-4-06-138908-3 ISBN 978-4-06-138910-6 ISBN 978-4-06-138912-0 (Chỉ phiên bản 2) | Phiên bản 1: 29 tháng 12 năm 2006 31 tháng 3 năm 2007 27 tháng 7 năm 2007 29 tháng 12 năm 2007 Ấn bản lần 2: 11 tháng 1 năm 2011 9 tháng 2 năm 2011 10 tháng 3 năm 2011 7 tháng 4 năm 2011 11 tháng 5 năm 2011 10 tháng 6 năm 2011 |
| Black Lagoon (ブラック・ラグーン)                    | Hiroe Rei                                        | Gagaga Bunko                                                                          | 2 "Shaitane Badi" (シェイターネ・バーディ) "Ballad of the Sinful Wizard" (罪深き魔術師の哀歌) | ISBN 4-09-451079-6 ISBN 4-09-451249-7 | 18 tháng 7 năm 2008 (tập 1) 18 tháng 1 năm 2011 (tập 2) |
| Eisen Flügel (アイゼンフリューゲル)                  | Higashiguchi Chūō                                | Gagaga Bunko                                                                          | 2 | ISBN 978-4-09-451146-8 ISBN 978-4-09-451180-2 | 17 tháng 7 năm 2009 (tập 1) 18 tháng 12 năm 2009 (tập 2) |
| Kin no Hitomi to Tetsu no Ken (金の瞳と鉄の剣)       | Kōga Yun                                         | Sai Zen Sen Fictions (Star Seas)                                                      | tập đơn | ISBN 4-06-138802-9 | Ngày 14 tháng 4 năm 2011 |

### Anime

#### Loạt
| Năm  | Loạt                                            | Xưởng                | Vai trò                                        | Tập | Chữ viết                | Thể loại                                                         |
| ---- | ----------------------------------------------- | -------------------- | ---------------------------------------------- | --- | ----------------------- | ---------------------------------------------------------------- |
| 2008 | Blassreiter                                     | Gonzo                | Biên soạn sê-ri, Viết kịch bản                 | 24  | 8 (10-12, 15-17, 22-23) | Hành động, khoa học viễn tưởng                                   |
| 2009 | Phantom: Requiem for the Phantom                | Bee Train            | Kịch bản gốc, Kịch bản                         | 26  | 3 (6, 18, 25)           | Hành động, Lãng mạn, Bi kịch                                     |
| 2011 | Puella Magi Madoka Magica                       | Shaft                | Tác giả gốc, Sê-ri Thành phần, Tập lệnh        | 12  | 12                      | Ảo tưởng đen tối, chính kịch, kinh dị                            |
| 2011 | Fate/Zero                                       | ufotable             | Tác giả gốc, Giám sát kịch bản                 | 13  | -                       | Hành động, Tưởng tượng, Kinh dị, Kinh dị                         |
| 2012 | Fate/Zero mùa thứ 2                             | ufotable             | Tác giả gốc                                    | 12  | -                       | Hành động, Tưởng tượng, Kinh dị, Kinh dị                         |
| 2012 | Psycho-Pass                                     | Production I.G       | Ý tưởng cốt truyện, thành phần sê-ri, kịch bản | 22  | 21 (tất cả trừ tập 12)  | Cyberpunk, Dystopian, Khoa học viễn tưởng, phim kinh dị tội phạm |
| 2013 | Suisei no Gargantia                             | Production I.G       | Ý tưởng cốt truyện, thành phần sê-ri, kịch bản | 13  | 2 (1, 13)               | Phiêu lưu, khoa học viễn tưởng, Mecha                            |
| 2014 | Aldnoah.Zero                                    | A-1 Pictures Troyca  | Tác giả gốc, Script                            | 12  | 3 (1-3)                 | Hành động, Mecha, Khoa học viễn tưởng                            |
| 2014 | Psycho-Pass 2                                   | Tatsunoko Production | Giám sát hoạch định, ý tưởng cốt truyện        | 11  | -                       | Cyberpunk, Dystopian, Khoa học viễn tưởng, Phim kinh dị tội phạm |
| 2015 | Aldnoah.Zero Mùa thứ 2                          | A-1 Pictures Troyca  | Tác giả gốc                                    | 12  | -                       | Hành động, Mecha, Khoa học viễn tưởng                            |
| 2015 | Gunslinger Stratos: The Animation               | A-1 Pictures         | Kịch bản gốc                                   | 12  | -                       | Hành động, khoa học viễn tưởng                                   |
| 2015 | Chaos Dragon                                    | Silver Link Connect  | Tác giả gốc                                    | 12  | -                       | Hành động, tưởng tượng                                           |
| 2015 | Wooser s Hand-to-Mouth Life: Phantasmagoric Arc | Sanzigen             | Kịch bản                                       | 13  | 1 (13)                  | Phim hài                                                         |
| 2016 | Concrete Revolutio: The Last Song               | Bones                | Kịch bản                                       | 11  | 1 (20)                  | Siêu anh hùng, khoa học viễn tưởng, giả tưởng                    |
| 2019 | Obsolete                                        | Buemon               | Tác giả gốc, Script                            | CTB | CTB                     | Cơ điện tử                                                       |

#### Phim
| Năm  | Loạt                                               | Xưởng            | Thể loại                                                        |
| ---- | -------------------------------------------------- | ---------------- | --------------------------------------------------------------- |
| 2012 | Puella Magi Madoka Magica bộ phim Phần 1: Khởi đầu | Shaft            | Kỳ ảo đen tối, chính kịch, kinh dị                              |
| 2012 | Puella Magi Madoka Magica bộ phim Phần 2: Vĩnh cửu | Shaft            | Kỳ ảo đen tối, chính kịch, kinh dị                              |
| 2013 | Puella Magi Madoka Magica bộ phim Phần 3: Nổi loạn | Shaft            | Kỳ ảo đen tối, chính kịch, kinh dị                              |
| 2014 | Rakuen Tsuiho                                      | Graphinica       | Mecha, khoa học viễn tưởng                                      |
| 2015 | Psycho-Pass: The Movie                             | Production I.G   | Cyberpunk, Dystopia, Khoa học viễn tưởng, phim kinh dị tội phạm |
| 2016 | Garm Wars: The Last Druid                          | Production I.G   | Khoa học viễn tưởng, Phiêu lưu                                  |
| 2017 | Godzilla: Planet of the Monsters                   | Polygon Pictures | Kaiju, Khoa học viễn tưởng, Kịch.                               |
| 2018 | Godzilla: City on the Edge of Battle               | Polygon Pictures | Kaiju, Kịch, Khoa học viễn tưởng                                |
| 2018 | Godzilla: The Planet Eater                         | Polygon Pictures | Kaiju, Khoa học viễn tưởng, Kinh dị, Chính kịch                 |

- Kikokugai: The Cyber Slayer (2004) - Kịch bản
- Fate/Zero (2008-2013) - Người tạo ban đầu, Kịch bản (Fate/Zero boxsets BD)

### Trò chơi điện tử
| Năm       | Tiêu đề                                                                                       | Nhà phát triển | Nền tảng         | Ghi chú |
| --------- | --------------------------------------------------------------------------------------------- | -------------- | ---------------- | --- |
| 2012      | Puella Magi Madoka Magica                                                                     | Bandai Namco   | PSP              | Xử lý lập kế hoạch và giám sát dự án. Không viết kịch bản. |
| 2012-2016 | Loạt Gunslinger Stratos                                                                       | Byking, Taito  | Trò chơi điện tử | Chỉ viết kịch bản gốc. |
| 2012      | Take Off! Super Dimensional Trouble Hanafuda Epic Battle (とびたて！超時空トラぶる花札大作戦) | Type-Moon      | PSP              | Chỉ viết các nhóm Despicable Victories Husband (卑劣必勝ハズバンド) và Elegance and Pleasure Club (優雅なる愉悦倶楽部). Fate/stay night Réalta Nua phần bổ sung; Urobuchi được vào phần "lời cảm ơn đặc biệt" trong bản phát hành gốc của trò chơi. |
| 2016      | Fate/Grand Order                                                                              | Delightworks   | Android, iOS     | Sự kiện "Fate/Accel Zero Order", Người viết kịch bản "Lostbelt 3: Sin" |

### Tokusatsu
- Kamen Rider Gaim (2013-2014) - sáng tác sê-ri, Kịch bản. 47 tập, 44 (tất cả trừ 30, 37, 47) 
  - Kamen Rider Gaim: Great Soccer Battle! Golden Fruits Cup! (2014) - Tác giả gốc, Giám sát kịch bản.

### Khác
- Garm Wars: The Last Druid (2014) - Biên kịch (tiếng Nhật) [19][20]

| Năm  | Loạt                | Studio | Vai trò                                | Số tập | Kịch bản | Thể loại         |
| ---- | ------------------- | ------ | -------------------------------------- | ------ | -------- | ---------------- |
| 2016 | Thunderbolt Fantasy | PILI   | Tác giả gốc, Giám sát trưởng, Kịch bản | 26     | 26       | Hành động, Kỳ ảo |

## Giải thưởng
| Năm  | Giải thưởng               | Thể loại          | Công việc                 | Kết quả   |
| ---- | ------------------------- | ----------------- | ------------------------- | --------- |
| 2011 | Giải thưởng Anime Newtype | Kịch bản hay nhất | Puella Magi Madoka Magica | Đoạt giải |
| 2012 | Giải thưởng Anime Tokyo   | Kịch bản hay nhất | Puella Magi Madoka Magica | Đoạt giải |
| 2015 | Giải thưởng Anime Newtype | Kịch bản hay nhất | Psycho-Pass: The Movie    | Đoạt giải |